# راسنو (پرییپویه)
راسنو (به صربی: Rasno) یک منطقهٔ مسکونی در صربستان است که در پریژپولجه واقع شده‌است. راسنو ۴۱۰ نفر جمعیت دارد.